# Georges Cuisenaire
Georges Émile Cuisenaire  (né à Quaregnon, le 7 septembre 1891 ; mort  à Thuin, le 31 décembre 1975) est un pédagogue belge en mathématiques, créateur de la méthode dite des « nombres en couleurs ».

## Biographie
Issu d'une famille modeste, Georges Cuisenaire est diplômé du Conservatoire de Mons en 1907. Il obtient son diplôme d'instituteur de l'école normale de Mons en 1911, puis son diplôme de professeur de musique en 1920.
Cuisenaire est sous-instituteur intérimaire à l'école communale primaire de la Ville Haute à Thuin à partir du 1er septembre 1911 et y est nommé instituteur le 26 avril 1912. Il participe à la Première Guerre mondiale en tant que volontaire, puis reprend ses fonctions en 1919. En 1930, il est désigné à l'école de la Ville Basse, puis directeur de l'enseignement primaire thudinien de 1935 à 1947. En 1948, il fonde l'école industrielle de Thuin et en devient le directeur.

## Travaux
- Famille rouge :
- - Bois naturel : 1
- - Vermillon clair : 2
- - Rose carmin intense : 4
- - Brun pâle : 8
- Famille jaune :
- - Jaune chrome citron : 5
- - Ocre jaune : 10
- Famille vert-bleu :
- - Vert clair : 3
- - Vert émeraude : 6
- - Bleu outremer foncé : 9
- Famille noire :
- - Noir Chine : 7

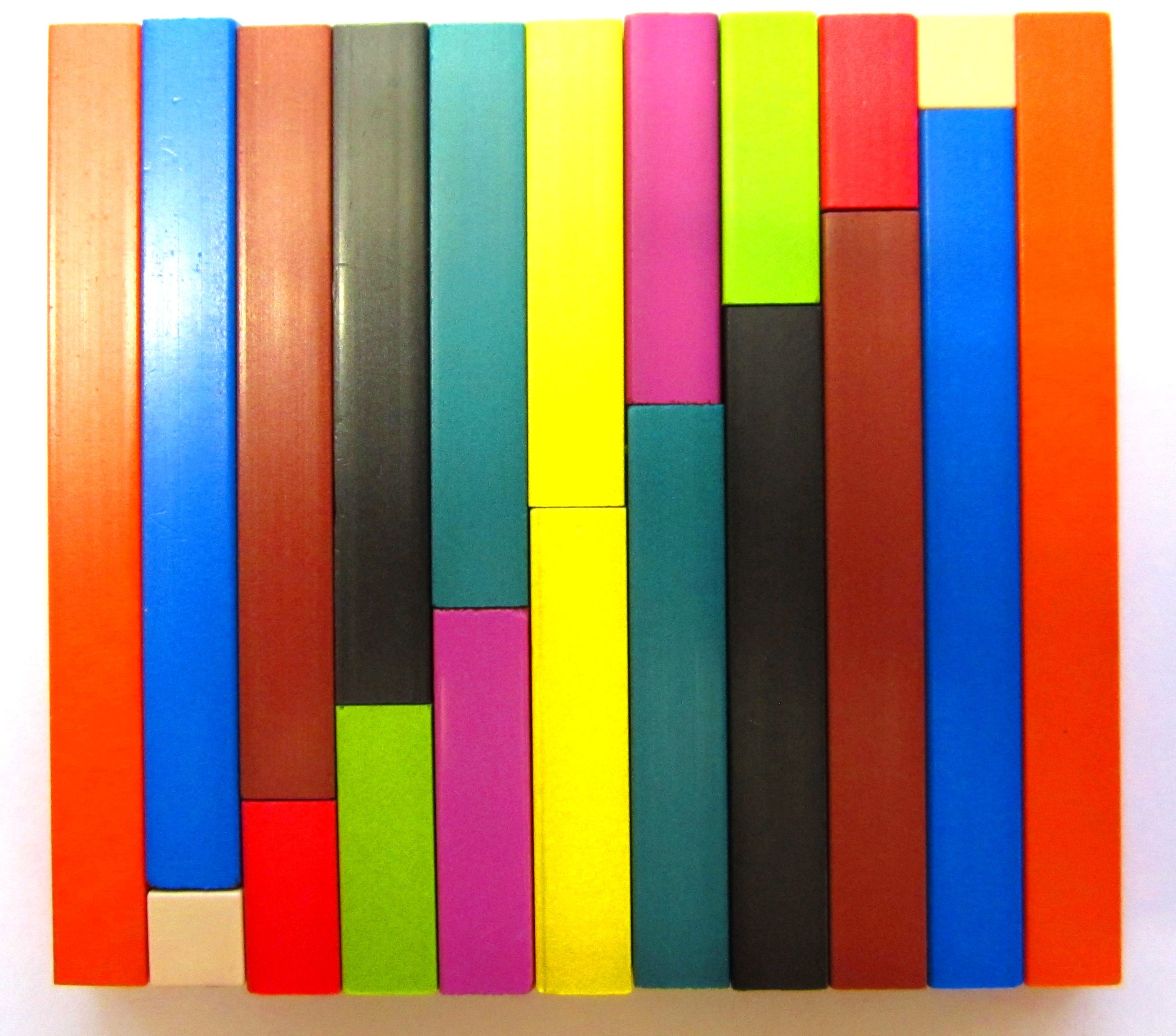
Les réglettes Cuisenaire :

Georges Cuisenaire publie dès 1935 des ouvrages pédagogiques influencés par la pensée d'Ovide Decroly : Leçons-promenades, Cahiers climatiques et Étude du milieu.
Mais sa contribution pédagogique la plus connue consiste en un ensemble de réglettes parallélépipédiques de couleurs qui aident les enfants à apprendre le calcul et l’arithmétique. Dès 1925, Cuisenaire remarque l'importance que les enfants donnent aux couleurs dans les classements. Musicien de formation, il pense que les rapports de fréquences qui existent entre les sons peuvent être transposés aux couleurs. En 1945, à la suite de nombreuses années de recherches et d'expérimentations, il réalise un jeu de bandelettes de carton colorées, très utiles pour l'apprentissage du calcul avec de jeunes enfants. Peut-être inspiré par du matériel mis au point par Louise Lafendel et Mina Audemars, Cuisenaire développe sa méthode en 1950. En 1952 paraissent à Bruxelles la brochure et le matériel pédagogique intitulés Les nombres en couleurs.
Sa méthode est adoptée par des milliers d’instituteurs dans plus de soixante pays et des associations Cuisenaire sont créées en Suisse, au Royaume-Uni, au Canada et en Belgique en 1971. Il donne plus de deux mille conférences et démonstrations de sa méthode d'apprentissage. Par ailleurs, il reçoit le soutien des mathématiciens Gustave Choquet et Georges Papy, qui soulignent l'efficacité des « nombres en couleurs » pour l'apprentissage des opérations sur des entiers naturels, des fractions et des systèmes de numération.

## Publications
- Georges Cuisenaire, Leçons-promenades, Tamines, Duculot-Roulin, 1936.
- Georges Cuisenaire, Cent problèmes sur l'étude climatique en relation avec le calcul, la géographie et les sciences naturelles, Tamines, Duculot-Roulin, 1940.
- Georges Cuisenaire, Les nombres en couleurs : nouveau procédé de calcul par la méthode active applicable à tous les degrés de l'école primaire, Tamines, Duculot-Roulin, 1952, 48 p.

## Télévision
Les nombres en couleurs : l'as des réglettes, de Paul Siegrist, RTS 5 septembre 1962 (53 min). Avec Georges Cuisenaire, Samuel Roller, Leo Biolaz et les élèves de l'école primaire de Sion.